# Айсте Смілгевічюте
Айсте Смілгевічюте (лит. Aistė Smilgevičiūtė-Radzevičienė; нар. 29 жовтня 1977, Плунге , Литовська РСР, СРСР)  — литовська співачка. Виконує музику у стилі фолк, джаз, поп-рок та інші види альтернативної музики. З 1996 року вона є учасником музичного гурту «Skylė».

## Дискографія
- Aistė po vandeniu (1996)
- Sakmė apie laumę Martyną (1996)
- Strazdas (1999, singel)
- Tavo žvaigždė (2000, сингл)
- Užupio himnas (2001)
- Nepamirštoms žvaigždėms (2003)
- Povandeninės kronikos (2007)
- Sapnų trofėjai (2009)
- Broliai (2010)